# Isla Oeno
La isla de Oeno o Holiday Island es un atolón de coral ubicado en la zona sur del océano Pacífico, formando parte del territorio de ultramar de las islas Pitcairn. La isla de Oeno, se encuentra a 143 km al noroeste de la isla Pitcairn. El atolón Oeno tiene un diámetro aproximado de unos 5 km. Incluyendo la laguna central, el área total supera los 20 km². Hay dos islas y tres pequeños islotes sobre el contorno del atolón. En conjunto su área no supera los 0.7 km². La isla de Oeno es frecuentada como sitio privado vacacional de los pocos habitantes de la isla Pitcairn, quienes suelen acercarse durante el mes de enero por períodos de un par de semanas.

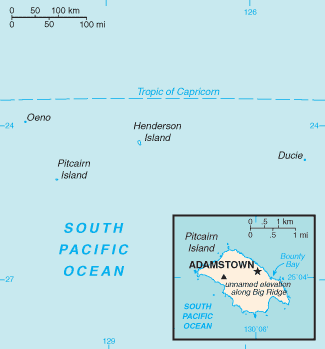
Mapa de las islas Pitcairn (Fuente: CIA World Factbook).

La isla principal, Oeno, tiene una extensión de 0,5 km². 
Hay un sistema de suministro de agua dulce. El punto más elevado de la isla apenas sobresale 4 metros sobre el nivel del mar.

## Flora y fauna
La flora de Oeno, aunque más rica que en la isla de Ducie que pertenece al mismo archipiélago, es pobre en especies. El artículo de Jaques Florence, basado en los estudios de la Expedición Conmemorativa de Sir Peter Scott en 1991-1992 y estudios anteriores, menciona solo 16 especies nativas, dos de las cuales (lirio de anzuelo asiático y mostaza marrón) ya no se encontraron en 1991. La única especie endémica conocido de Oeno, la Bidens hendersonensis var. Oenoensis, no pudo ser encontrado en 1991 y puede haberse extinguido.
La planta dominante es el heliotropo (Heliotropium foertherianum). Forma bosques ligeros con arbustos de siete a nueve metros de altura en las zonas interiores de la isla y alterna con el Pandanus tectorius. El suelo está cubierto por Boerhavia tetrandra, Lepidium bidentatum, Hedyotis romanzoffiensis, Achyranthes velutina, Lepturus repens, Phymatosorus scolopendria, Cassytha filiformis y Scaevola sericea. El bosque está enmarcado por arbustos de Suriana maritima de bajo crecimiento. En el extremo suroeste de la isla hay un grupo denso de Pisonia grandis, intercalado con Asplenium nidus y el tomate carnívoro (Solanum viride), que puede haber sido introducido por los polinesios. Un nuevo descubrimiento de la expedición de 1991 fue la Triumfetta procumbens. Se ha encontrado también la palmera de coco (Cocos nucifera), probablemente fueron plantadas por los habitantes de Pitcairn.
Al igual que Henderson y Ducie, Oeno es un importante lugar de retiro y reproducción para numerosas aves marinas como el petrel Murphy (Pterodroma ultima), el pájaro tropical de cola roja (Phaethon rubricauda), el charrán hambriento (Gygis alba), los piqueros de patas rojas y enmascarados (Sula sula y S. dactylatra) y el Charrán Noddy (Aolid stolidus). El zarapito de cerdas (Numenius tahitiensis), clasificado como en peligro por la UICN, hiberna aquí. Hay una importante colonia de pájaros fragata (Fregata minor). Las aves anidan en arbustos bajos de Argusia en el interior de la isla. Algunos Pitcairneses, ocasionalmente, llevan a la isla polluelos de fragata para amaestrar. Las fragatas no se reproducen en la isla de Pitcairn.
Al igual que con otras islas de coral, la fauna terrestre es muy pobre en especies y se limita a unas pocas especies de caracoles, insectos y lagartos.
Las comunidades marítimas más ricas se encuentran en el exterior del arrecife. La variedad de almejas asesinas o gigantes (Tridacna maxima) es notable. La laguna está cubierta principalmente de suelo arenoso y, por lo tanto, es pobre en especies. Las comunidades se han asentado en particular debajo de las rocas de arrecife que se extienden por toda la laguna.

## Historia
Si bien ya en el siglo XVI los descubridores españoles recorren el océano Pacífico partiendo desde América, no es hasta inicios del siglo XIX cuando la isla y atolón son fijados en los mapas:
1819, junioEl capitán James Henderson del buque Hércules, perteneciente a la British East India Company, avista la isla de Oeno.
1822-1823El capitán Ralph Bond, del barco Martha de Londres, vio esta isla probablemente en el verano-otoño de 1822.
1824, 26 de eneroGeorge Worth, capitán del ballenero norteamericano Oeno, bautiza la isla con el nombre de su barco.
1858, 5 de marzoEl Wild Wave, un clíper de 1500 toneladas que navegaba desde San Francisco, naufraga en el atolón de Oeno.
1875El Khandeish naufraga en Oeno.
1883, 23 de agostoEl Oregon naufraga en Oeno.
1893El Bowdon naufraga en Oeno.
1902, 10 de julioEl Reino Unido de la Gran Bretaña se anexiona la isla y atolón Oeno.
1938La isla es incorporada a la colonia de las islas Pitcairn. Desde entonces es parte del territorio británico de ultramar de las islas Pitcairn, Oeno, Sandy, Henderson y Ducie.
1997Es exterminada la rata polinesia.
2 de julio de 2019Un eclipse solar total cubrió las islas Oeno.